# Segunda Frente Unida

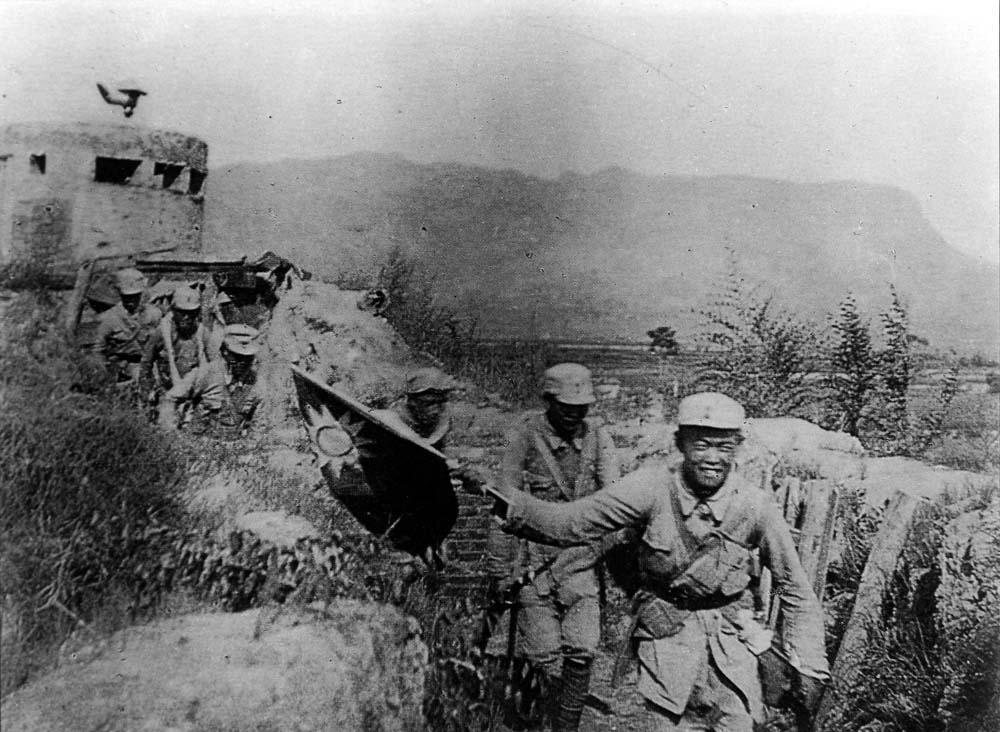
Um militante comunista com a bandeira da República da China em 1940.

A Segunda Frente Unida foi a aliança entre o Kuomintang (KMT) e o Partido Comunista Chinês (PCC), durante a Segunda Guerra Sino-Japonesa ou a Segunda Guerra Mundial, que suspendeu a Guerra Civil Chinesa de 1937 a 1946. A Liga Democrática da China, uma organização de três partidos políticos e três grupos de pressões políticas, foi também parte da frente unida durante a guerra. 
Durante a invasão e ocupação japonesa da Manchúria, Chiang Kai-shek, que via os comunistas chineses como uma ameaça maior que os japoneses, recusou-se à se aliar com os seus compatriotas para lutar contra os invasores. Em 12 de dezembro de 1936, os generais do Kuomintang Zhang Xueliang e Yang Hucheng raptaram Chiang e só o libertaram após ele fazer uma trégua com os comunistas. O incidente ficou conhecido como o Incidente de Xi’an. Ambas as partes concordaram em suspender a luta e formar uma Segunda Frente Unida para concentrar as suas energias contra os japoneses. Foi um momento raramente visto durante as guerras, em que ambos os lados se unem para enfrentar uma ameaça maior. 

## Ação
Apesar da aliança e a finalização das hostilidades entre si, comunistas e nacionalistas poucas vezes lutaram juntos contra os japoneses em batalhas convencionais, sendo que o nível de efetivos de cooperação e coordenação entre o PCC e o KMT durante a Segunda Guerra Mundial foi muito pequena.

## O fim da Segunda Frente Unida
A aliança da Segunda Frente Unida foi ficando tensa no final de 1940 e terminou no início de 1941, quando houve grandes confrontos entre as forças comunistas e o KMT. Em Dezembro de 1940, Chiang Kai-shek exigiu que o PCC evacuasse seu "Novo Quarto Exército" das Províncias de Anhui e Jiangsu, sob intensa pressão, os comandantes do Exército foram emboscados por tropas Nacionalistas e derrotados em Janeiro de 1941. Este confronto, que seria conhecido como o Incidente do Novo Quarto Exército, enfraqueceu a posição do PCC na China Central e finalizou definitivamente qualquer cooperação entre os nacionalistas e os comunistas, então ambos os lados inevitavelmente entraram na Guerra Civil.